# Un monde (film)
Pour les articles homonymes, voir Un monde (bande dessinée).
Pour plus de détails, voir Fiche technique et Distribution.
Un monde est un film dramatique belge écrit et réalisé par Laura Wandel et sorti en 2021.
Le film est présenté en sélection officielle au Festival de Cannes 2021 dans sa section Un certain regard. Il y est remarqué et bien accueilli, ovationné pendant de longues minutes.
Le film rencontre un succès critique et reçoit le Prix FIPRESCI (fédération internationale de la presse cinématographique) de la section Un certain regard. Il révèle la jeune actrice Maya Vanderbeque qui porte le premier rôle et dont la performance a été largement saluée par le public et la presse.
C’est le premier long-métrage de Laura Wandel, dont le court-métrage Les Corps étrangers avait été présenté en compétition officielle du festival de Cannes 2014.

## Synopsis
Deux enfants, Abel et sa petite sœur Nora, font leur rentrée dans une nouvelle école. Très vite, Abel devient la proie d’une petite bande d’enfants qui lui infligent des brimades jour après jour. À sa sœur qui avait d’abord essayé d’alerter les adultes, Abel demande instamment de ne rien dire ; elle obéit dans un premier temps.
Nora finit par en parler à son père, qui intervient. Mais la situation empire, à telle enseigne que les harceleurs sont convoqués. Mais Abel est isolé. Nora, elle, s’est fait des copines, mais elles se moquent de son frère, qui ne se défend pas plus vis-à-vis d’elles que de ses anciens bourreaux. Nora est déchirée entre la souffrance de voir son grand frère en détresse et la déception face à sa peur et son impuissance.
Profondément révoltée par la cruauté de ses condisciples, mais comprenant mal que son frère ne soit pas plus aidé, malgré les paroles apaisantes et l’attention de son institutrice, elle développe une certaine agressivité vis-à-vis de son entourage. Elle en vient à nourrir une certaine colère à l’égard de son frère, l’accusant de nuire à son intégration dans l’école, ce qui achève de les isoler l’un et l’autre.
Abel passe du côté des bourreaux en participant à son tour au harcèlement d’un autre enfant, se donnant par là une image de dur. Nora comprend que son comportement n’y est pas étranger, et revient vers son frère. La dernière image les montre enlacés, prêts peut-être à s’aimer et s’aider de nouveau l’un l’autre.

## Fiche technique
Sauf indication contraire, les informations mentionnées dans cette section peuvent être confirmées par la base de données cinématographiques IMDb,  présente dans la section « Liens externes ».
- Titre original : Un monde
- Titre international : Playground
- Réalisation et scénario : Laura Wandel
- Photographie : Frédéric Noirhomme
- Montage : Nicolas Rumpl
- Production : Stéphane Lhoest, Jan De Clercq
- Sociétés de production : Dragons Films, Lunanime, Wallimage
- Sociétés de distribution : Lumière (Belgique, Pays-Bas, Luxembourg), Maison 4:3 (Canada), Tandem (France), New Wave Films (Royaume-Uni), Film Movement (U.S.A)
- Pays de production :  Belgique
- Langue originale : français
- Format : couleur
- Genre : drame
- Durée : 72 minutes
- Dates de sortie :
  - France : 8 juillet 2021 (Festival de Cannes 2021) ; 26 janvier 2022 (sortie nationale)
  - Belgique : 20 octobre 2021

## Distribution
- Maya Vanderbeque : Nora
- Günter Duret : Abel
- Karim Leklou : le père
- Laura Verlinden : Madame Agnès
- Thao Maerten : David
- Elsa Laforge : Victoire
- Lena Girard Voss : Clémence
- Laurent Capelluto : le père d'Antoine
- Sandrine Blancke : Madame Franck
- Anne-Pascale Clairembourg : la mère de Victoire
- Jean-François Ravagnan : le photographe
- Simon Caudry : Antoine
- James Seguy : Malik
- Naël Ammama : Ismaël
- Emile Salamone : Matteo
- Monia Douieb : l'institutrice d'Abel
- Michel Israël : le directeur
- Sophia Leboutte : la surveillante cour
- Muriel Bersy : la surveillante midi
- Kylian Decorne : le professeur de gym
- Marie-Christine Georges : l'institutrice

## Sortie

### Accueil critique
En France, le site Allociné recense une moyenne des critiques presse de 3,8/5.

## Distinctions

### Récompenses

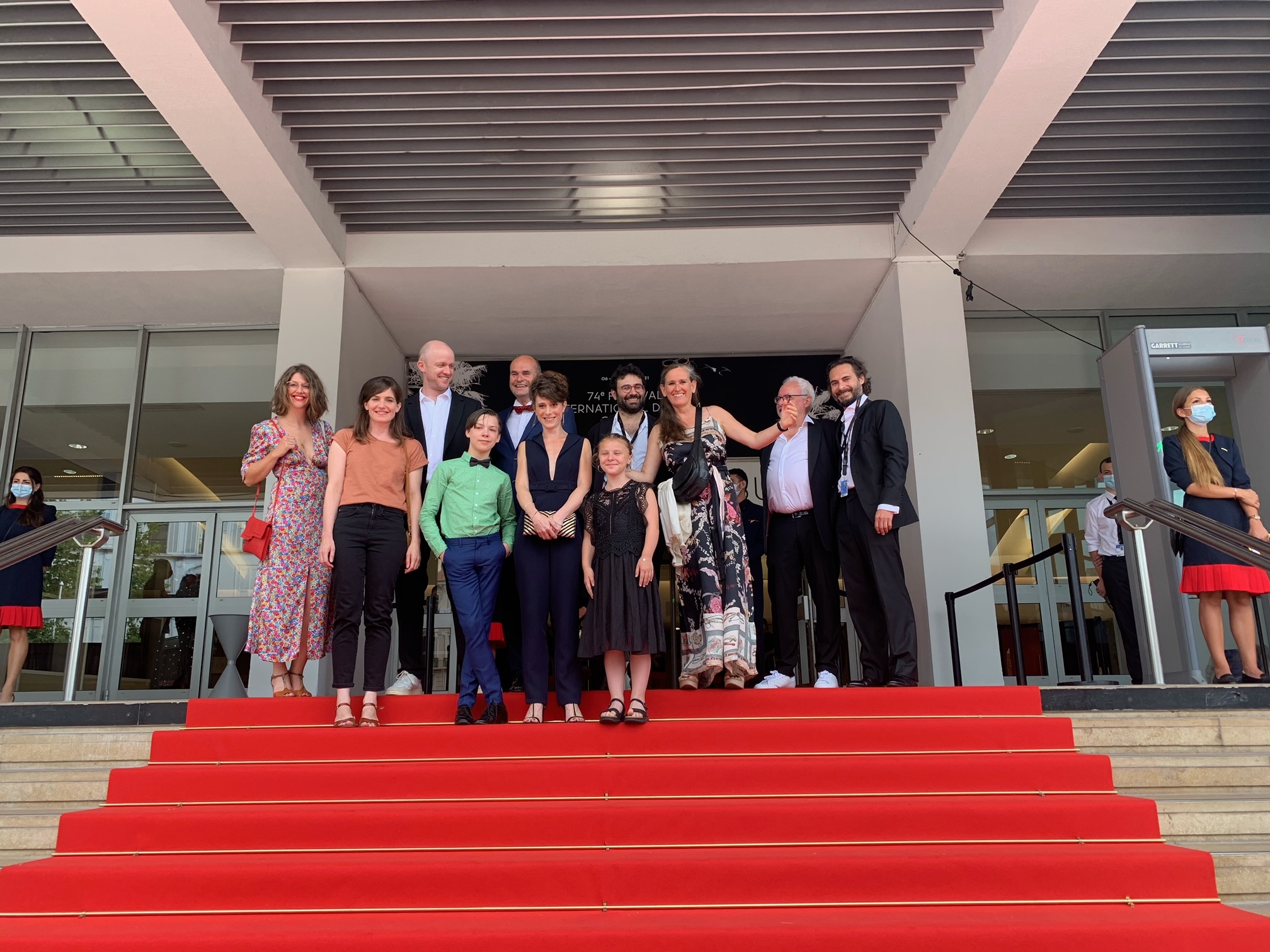
Laura Wandel, Maya Vanderbeque, Günter Duret, Laura Verlinden et l'équipe du film Un monde sur les marches de la salle Debussy à Cannes.

- Prix FIPRESCI du Festival de Cannes de la section Un certain regard
- Magritte 2022 :
  - Meilleur premier film
  - Meilleure réalisation pour Laura Wandel
  - Meilleure actrice dans un second rôle pour Laura Verlinden
  - Meilleur espoir féminin pour Maya Vanderbeque
  - Meilleur espoir masculin pour Günter Duret
  - Meilleur son pour Mathieu Cox, Corinne Dubien, Thomas Grimm-Landsberg, David Vranken
  - Meilleur montage pour Nicolas Rumpl
- Festival du film de Sarajevo 2021 : section Kinoscope, Special Award for promoting gender equality : Special Jury Mention.
- Guanajuato International Film Festival (GIFF) 2021: Meilleur Film International.
- Festival international du film de Haïfa 2021 : Golden Anchor du Meilleur Premier Film
- Ourense Film Festival (OUFF) 2021 :  
  - Calpurnia du Meilleur Film
  - Prix CIMA de la Meilleure Réalisatrice
- BFI London Film Festival 2021 : Sutherland Award
- Pingyao International Film Festival : People's Choice Award - Crouching Tigers - Best Film
- Festival cine por mujeres, Madrid : Meilleur film international
- Festival international du cinéma francophone en Acadie (FICFA) : Prix la Vague du meilleur long métrage de fiction international
- Festival international du film d'Amiens : Prix du Jury Jeune UPJV
- Festival du film Nuits noires de Tallinn (PÖFF) : Grand Prix Just Film

### Nominations
- Magritte 2022 :
  - Meilleur film
  - Meilleur scénario original ou adaptation pour Laura Wandel
  - Meilleure image pour Frédéric Noirhomme

### Sélections
- Festival de Cannes 2021 : sélection officielle en section Un certain regard
- Festival du film de Sarajevo 2021 : section Kinoscope
- Festival international du film de Saint-Sébastien 2021 : en compétition Zabaltegi-Tabakalera
- BFI London Film Festival 2021 : First Feature Competition - The Sutherland Award
- Film Fest Gent 2021 : Competition
- Guanajuato International Film Festival (GIFF) 2021 : Compétition internationale
- 27e Festival du cinéma francophone de Málaga : Sélection officielle 2021
- Festival international du film de Haïfa 2021: Compétition du Meilleur Premier film (Golden Anchor Competition for Debuts)
- Ourense Film Festival (OUFF) 2021 : sélection officielle
- Festival 2 Cinéma 2 Valenciennes : Hors Compétition
- Festival du film de Hambourg (Filmfest Hamburg) 2021 : Section "Voilà"
- Festival du film de Cologne (de) 2021
- Festival du film d’El Gouna : Compétition des films de fiction
- European Film Awards 2021 : European Discovery - Prix Fipresci
- Pingyao International Film Festival : People's Choice Award - Crouching Tigers - Best Film
- Festival du film Nuits noires de Tallinn (PÖFF) : Youth Competition, Screen International Critics' Choice, EFA Discovery Award
- Festival International du Film de Leeds (LIFF) : Sélection Officielle
- Festival Cine por Mujeres, Madrid
- Whānau Mārama New Zealand International Film Festival (NZIFF) : Section Widescreen
- Festival international du cinéma francophone en Acadie (FICFA)
- Festival International du Film d'Amiens
- Film belge proposé à l'Oscar du meilleur film en langue étrangère 2022

## Production

### Lieux de tournage

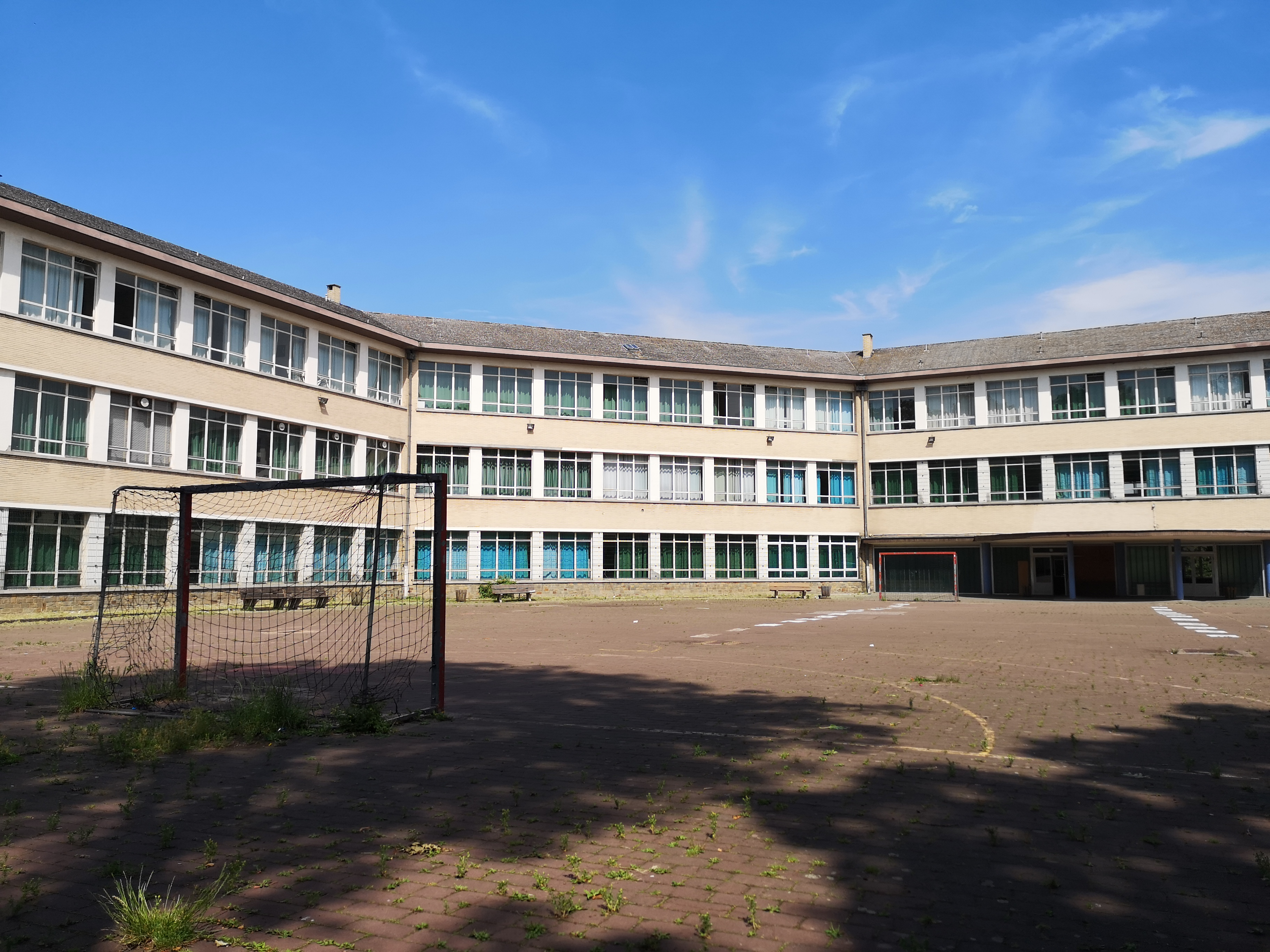
Athénée royal Andrée Thomas à Forest (Belgique), l'unique décor du film.

Le film est exclusivement tourné à l'Athénée royal Andrée Thomas à Forest en Belgique, à l’exception des scènes de piscine, tournées quant à elles à la piscine Louis Namèche de Molenbeek-Saint-Jean (Bruxelles, Belgique).